# 薩基諾谷州立大學
薩基諾谷州立大學（英語：Saginaw Valley State University，縮寫：SVSU）是位於美國密歇根州的一所州立大學。該大學成立於1963年，當時是一所私立學院，1965年成為州立大學。2015年《美國新聞與世界報道》未將其列入“最佳學院”排名中。
大學的官方地址為大學中心，但校址是在薩吉諾縣的科奇韋爾鎮區，與三角州學院公用一個校區。
台灣銘傳大學於2013年起，在薩基諾谷大學校園內，成立了銘傳大學美國分校，並獲得美國密西根州政府與中華民國教育部的認可。

## 外部連結

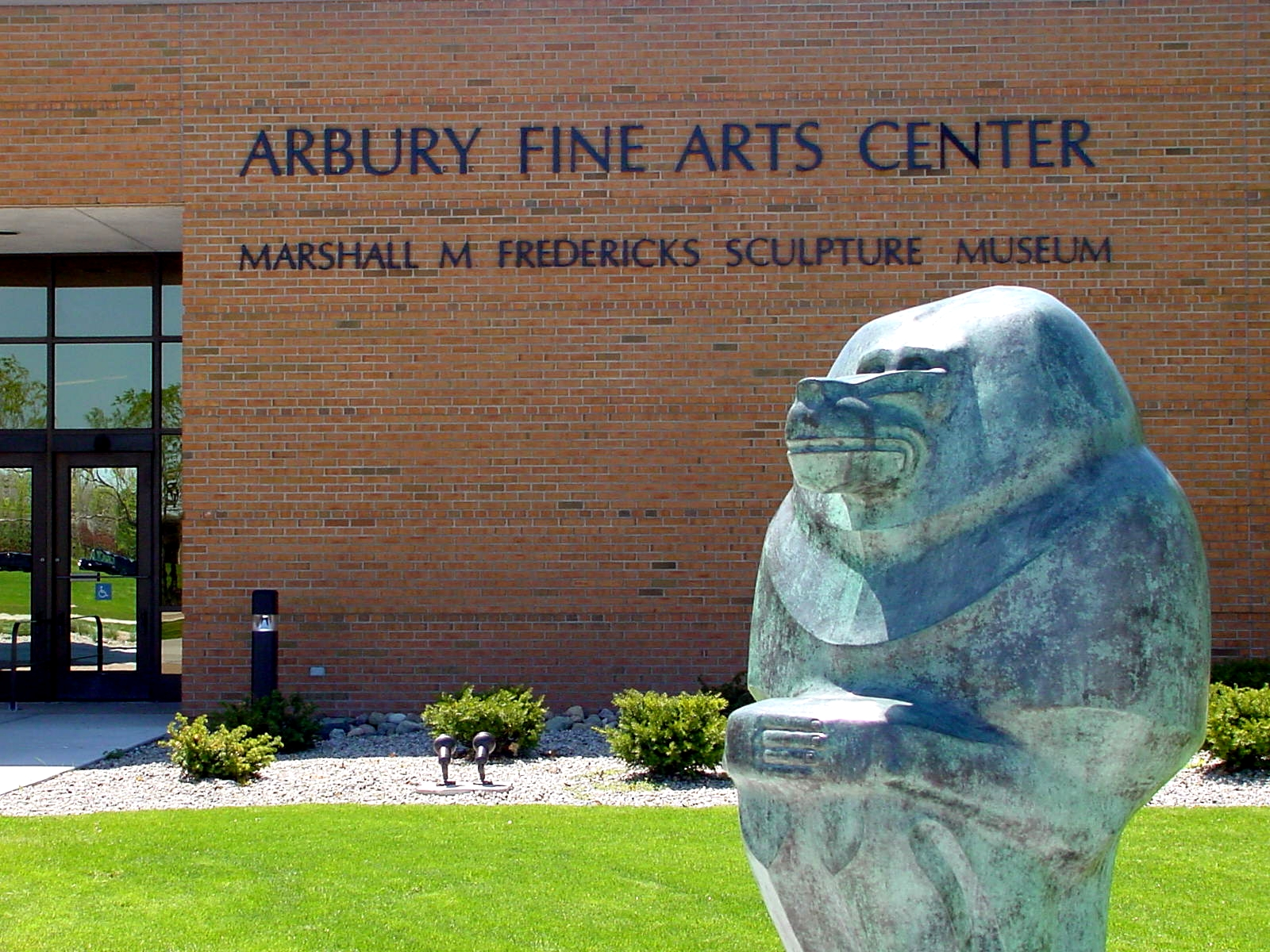
大學內的馬歇爾·弗雷德里克斯雕塑博物館（Marshall Fredericks Sculpture Museum）

- Saginaw Valley State University （页面存档备份，存于）
- Saginaw Valley State University Athletics
- SVSU History Site （页面存档备份，存于）
- Conference and Events Center at Saginaw Valley State University （页面存档备份，存于）
- The Saginaw Valley Journal, a professional news organization covering the campus of SVSU （页面存档备份，存于）
- The Valley Vanguard, an SVSU student newspaper （页面存档备份，存于）
- SVSU's Office of Institutional Research, a resource for institutional financial information （页面存档备份，存于）